# Kollagen-Typ 24α1
Kollagen Typ XXIV, alpha 1 ist ein Kollagen, das vom Gen COL24A1 codiert wird. Es bildet Homotrimere, die wiederum Kollagenfibrillen vom Typ XXIV formen.

## Eigenschaften
Kollagen Typ XXIV, alpha 1 wird hauptsächlich im Knochengewebe exprimiert. Der Proteinkomplex CREB-AP1, bestehend aus CREB-1 und AP-1, reguliert die Transkription von COL24A1 in Osteoblasten; hauptsächlich während der fetalen Entwicklung.
Mutationen im Gen COL24A1 führen zum Miller-Dieker-Syndrom.